# Pavapuro GB
A Pavapuro GB baseball-videójáték, a Dzsikkjó Powerful Pro jakjú sorozat első kézi konzolos tagja, melyet a Konami fejlesztett és jelentetett meg. A játék 1998. március 26-án jelent meg, kizárólag Game Boyra.

## Áttekintés
A Pavapuro GB a Dzsikkjó Powerful Pro jakjú sorozat első kézi videójáték-konzolos tagja. A hardver korlátai miatt kimaradt a játékból a sorozat egyik legfőbb korai húzóerejének számító folyamatos hangkommentár, a stadionbemondó és a rajongói buzdítások, valamint számos játékmód is. A csapatok játékoskeretei az 1998-as Nippon Professional Baseball-szezon kezdetei állapotokat tükrözik, azonban a Dzsikkjó Powerful Pro jakjú 5-höz hasonlóan az adócsalással megbukott játékosok nem szerepelnek a játékban. A játékban nem található egyetlen kandzsi sem, minden hiraganával van kiírva. A játék optimalizálva van a Super Game Boy-kiegészítőre, így azt színesen is lehet játszani a Super Famicom otthoni videójáték-konzolon.
A Pavapuro GB a Konami utolsó baseballjátéka az eredeti Game Boyra, a cég egy évvel később Game Boy Coloron elindította a Dzsikkjó Powerful Pro jakjú sorozat kézi konzolos mellékágát, Pavapuro-kun Pocket címmel.
A játékot a Konami nagojai fejlesztőstúdiója készítette el, a Diamond Head nem működött közre a fejlesztésben.

## Játékmódok
A hardver korlátai miatt nem szerepel a játékban a sorozat névjegyévé vált Success mód, illetve a szezonmód sem. A játékosok kizárólag mérkőzésmódban játszhatnak, ahol a Nippon Professional Baseball tizenkét csapata közül választva mérhetik össze a tudásukat a mesterséges intelligencia vagy a Game Link Cable segítségével egy másik játékossal szemben. Ezek mellett az adatmódban meg lehet nézni a lejátszott meccsek végeredményeit. Mivel a Game Boynak kevesebb gombja van mint a korszak otthoni konzoljainak, ezért a játék irányítási sémája a rivális Famista rendszerét követi: a bázisokra való dobásnál az egyik akciógomb nyomva tartása mellett a d-paden is le kell nyomni az adott bázishoz tartozó iránygombot. A Pavapuro GB-ben a védőjátékosok mindössze három pozícióba vannak besorolva (elkapó, illetve belső- és külső védő).
Az egy évvel később megjelent Pavapuro-kun Pockettel szemben a védőjáték és a bázisfutás teljesen manuálisra is állítható. Mivel a hardver korlátai miatt a képernyő rendkívül lassan scrollozik, így az megnehezíti a védőjátékot, ezért a Pavapuro-kun Pocket sorozat első kettő, Game Boy Colorra megjelent címében kizárólag automata védőjáték van.

## Fogadtatás
A játékot 20/40-es összpontszámmal értékelték a Famicú japán szaklap írói, ezzel messze a sorozat leggyengébb kritikai fogadtatásban részesült tagja. Gyenge pontként emelték ki a lassú képernyőváltást, valamint a hangkommentár és a Success mód hiányát.
A játékból 13 021 példányt adtak el Japánban.

## További információ
- A sorozat weboldala (japánul)